# 王小甫
王 小甫（オウ・ショウホ、1952年7月 - ）は、中華人民共和国の歴史学者。北京大学教授。隋唐史、西域史、東北アジア政治関係史。

## 人物
1982年、北京大学卒業。1986年、北京大学大学院修士課程修了。1989年、北京大学大学院博士課程修了。1989年、北京大学講師。1992年、北京大学副教授。1999年、北京大学教授。
学外では、ケンブリッジ大学セント・ジョンズ・カレッジ海外訪問学者、高麗大学客員教授、珠海学院客員教授、イリノイ大学アーバナ・シャンペーン校客員研究員。
日中歴史共同研究中国側委員として古代・中近世史分科に参加し、「7世紀の東アジア国際秩序の創成」を発表している。